# エンリコ・マイナルディ
エンリコ・マイナルディ(Enrico Mainardi , 1897年5月19日-1976年4月10日)はイタリアのチェロ奏者、作曲家、指揮者である。幼少期よりソリストとして活躍しつつ、ベルリン国立歌劇場の首席チェロ奏者を務めたり、サンタ・チェチーリア国立アカデミアで教鞭を取ったりした。また、同時代の作曲家の紹介にも尽力した。

## 経歴

### 幼少期

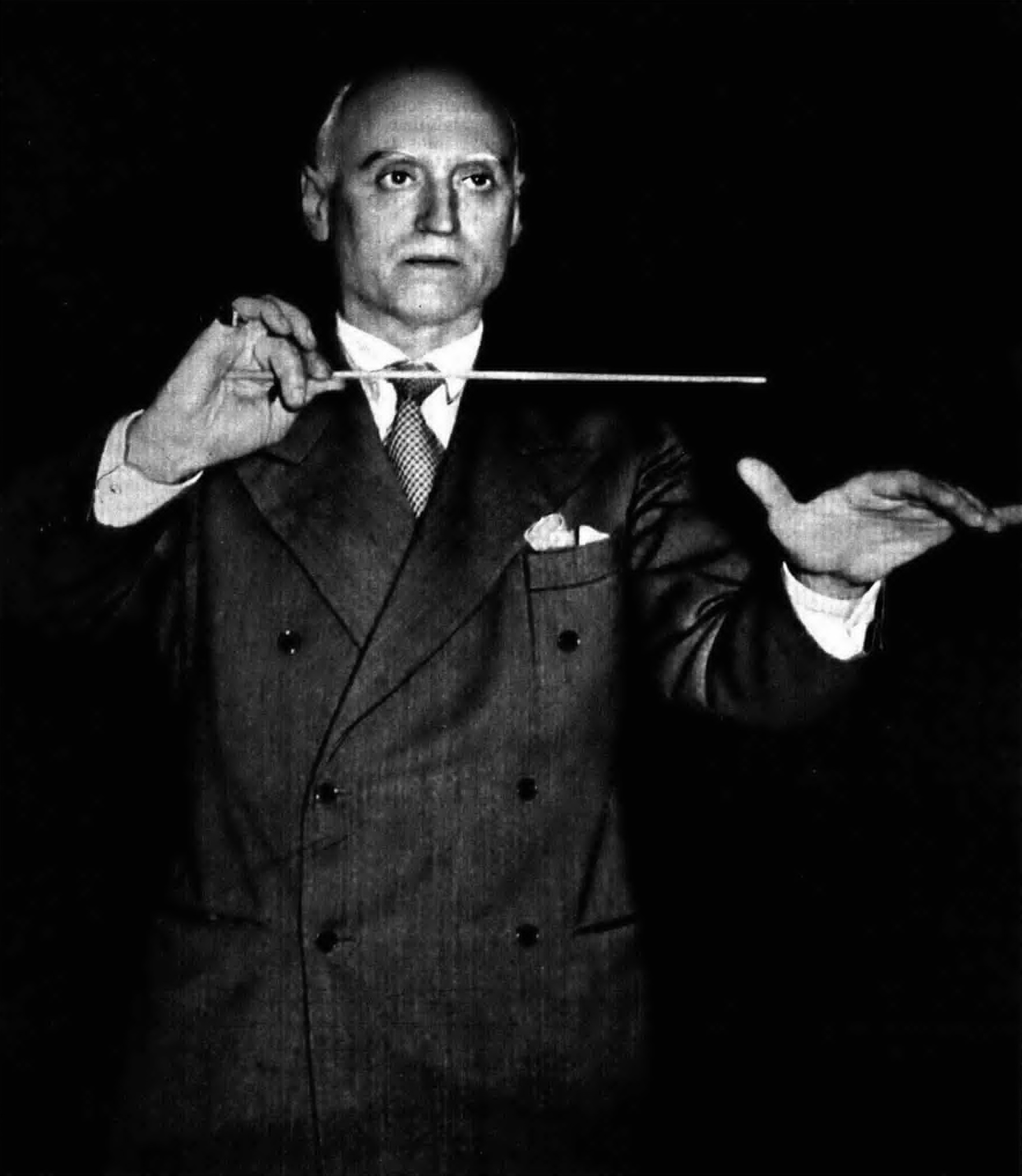
指揮者ヴィクトル・デ・サーバタ (1955年)

1897年5月19日にミラノで生まれる。クレモナ出身の父はアマチュアのチェリストで、息子が2歳6ヶ月の時に、クリスマスプレゼントとしてチェロを渡した。なお、このチェロは子どもには大きすぎたので、のこぎりで作り直している。その後エンリコ少年は父親からチェロの手ほどきを受け、母親から読譜を教わった。
5歳の時、両親はミラノ・スカラ座管弦楽団の首席チェロ奏者にして、ジュゼッペ・ヴェルディやアルトゥーロ・トスカニーニの指揮のもとで演奏した経験を持つジュゼッペ・マグリーニにレッスンを依頼したが、「小さい子どもにチェロを弾かせたら猫背になってしまう」と断られている。しかし父の熱心な依頼により、1年後にマグリーニはマイナルディ家を訪れるようになり、エンリコ少年にレッスンを行うようになった。「こんな小さな子供とこんな大きい楽器でうまくゆくはずがない」と感じたマグリーニは、エンリコのチェロへの意欲を削ぐために、自らの弟子よりも厳しい練習を課したが、その意図に反してエンリコはどんどんと上達し、次第にマグリーニ自身も熱心に指導をするようになった。
その後、ミラノ音楽院に進学したエンリコは、継続してマグリーニに師事するとともに、5歳年上の学生ヴィクトル・デ・サバダの指揮のもと、演奏会でチェロ協奏曲のソリストを務めた。また、父に連れられてアリーゴ・ボーイトの薫陶も受けており、「バッハの音楽をやりなさい」というアドバイスを受けた。
この頃のマイナルディの生活はきっちりと決められたものであった。7時から9時にチェロの練習を行い、1時間の休憩を挟んでさらに12時まで練習をした。昼食をとったのちは、フランス語の講師（英語やドイツ語の講師の時もあった）と散歩をし、一般教育の授業を受けたのち21時に就寝した。
1910年には12歳で音楽院を卒業したが、上述のような厳しい生活に苦言を呈し「ドイツへ行かせたらどうか」と提案したピアニストのエルネスト・コンソーロに従い、同年ベルリンで演奏会を開くことになった。ジングアカデミーでベルリン・フィルハーモニー管弦楽団と共演し、ハイドンとドヴォルザークの協奏曲、および2、3の小品を演奏したが、この演奏会は好評を博し、ジュネーヴ、ベルリン、パリ、ロンドン、ウィーンなどヨーロッパ各地で演奏会を開いた。

### 新たな師との出会い

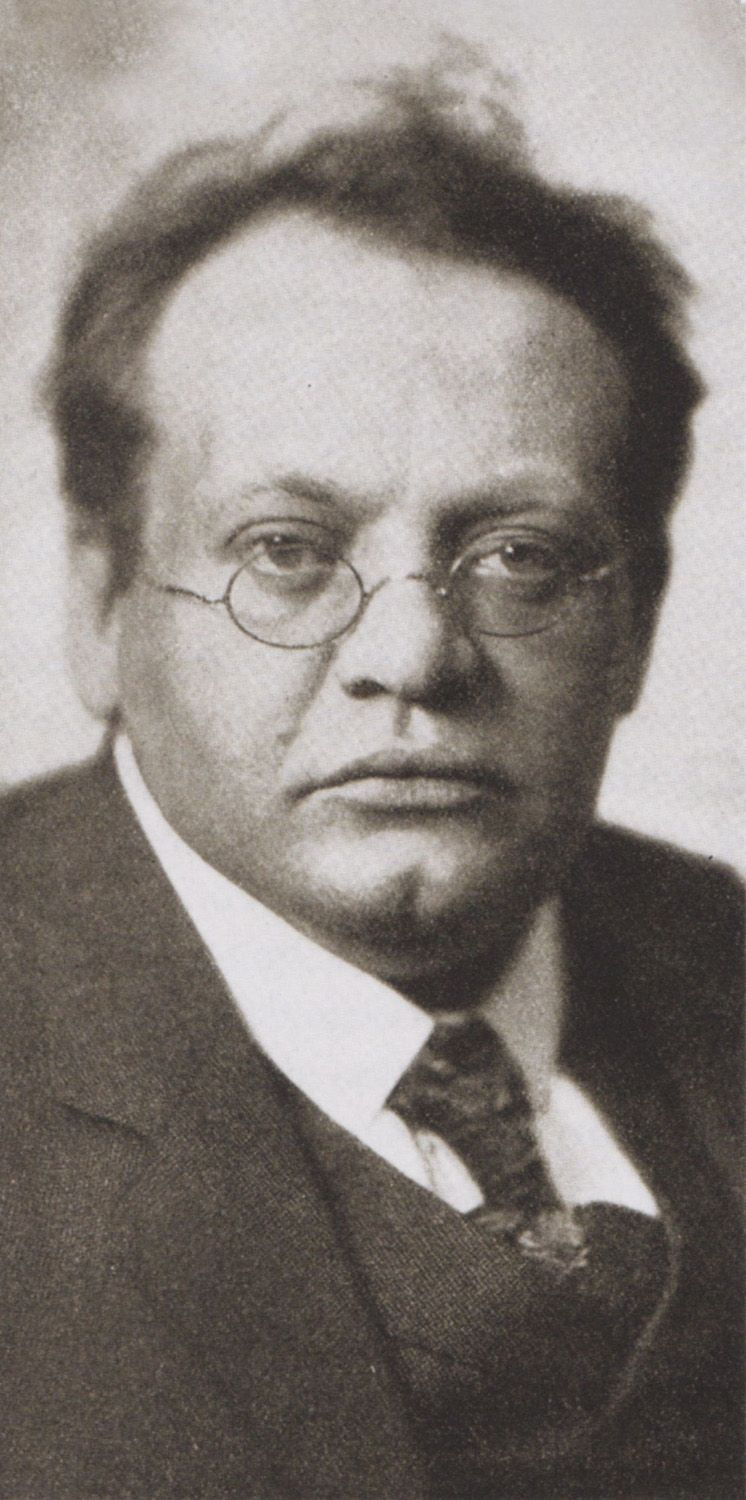
作曲家マックス・レーガー(1913年)

#### フーゴー・ベッカーとの出会い
その後イタリアに戻ったマイナルディは、夏休みをトレメッツォで過ごしたが、そこでドイツのチェリストのフーゴー・ベッカーと出会った。ベッカーはマイナルディを弟子にし、冬にはベルリン音楽院でのマスタークラスで指導するとともに、夏にはトレメッツォのコモ湖畔や、オーバーボーツェンの別荘で指導した。マイナルディはベッカーについて、厳しくも情愛ある人物だったと回想している。

#### マックス・レーガーとの出会い
ベッカーとの縁で、マイナルディは作曲家マックス・レーガーとの交流の機会を得た。ベッカーは1913年、ハイデルベルクのバッハ祭にて、レーガーの『チェロ・ソナタ 作品116』を初演するよう依頼されたが、ベッカーはそれを丁重に断り、弟子のマイナルディが代理を務めても良いか確認した。この申し出は受理されマイナルディに楽譜が送られたが、この時マイネルディはイタリアにいたため、ミラノ音楽院の作曲の教員とともに作品を研究した。
その後ハイデルベルクに赴き、あるピアノ商のホールにて、ピアノを弾くレーガーとリハーサルを行ったが、初日にほとんど声をかけられなかったため、マイナルディはレーガーからイタリアに帰るよう言われると思っていた。しかしレーガーはマイナルディの演奏を気に入っており、リハーサル、本番を経てベッカーに「マイナルディを紹介してくれたことを感謝する」という旨の葉書を送った。また、この演奏会によりマイナルディは音楽界から注目を集めるようになった。
なお、レーガーについてマイナルディは「偉大なピアニストではありませんでしたが、偉大なピアノの芸術家でした。彼の音はなにか歌うような響きをもっていました。そしてそれは真に偉大なピアニストにおいてもまれにしか聴かれないようなものでした」「レーガーは楽譜にたくさんの記号をつけましたが、彼自身はすべてをひかえめに演奏していました。そして、ピアニッシモはまろやかに響くよう注意を払っていました」と述べている。

### 戦争の影響とスランプ

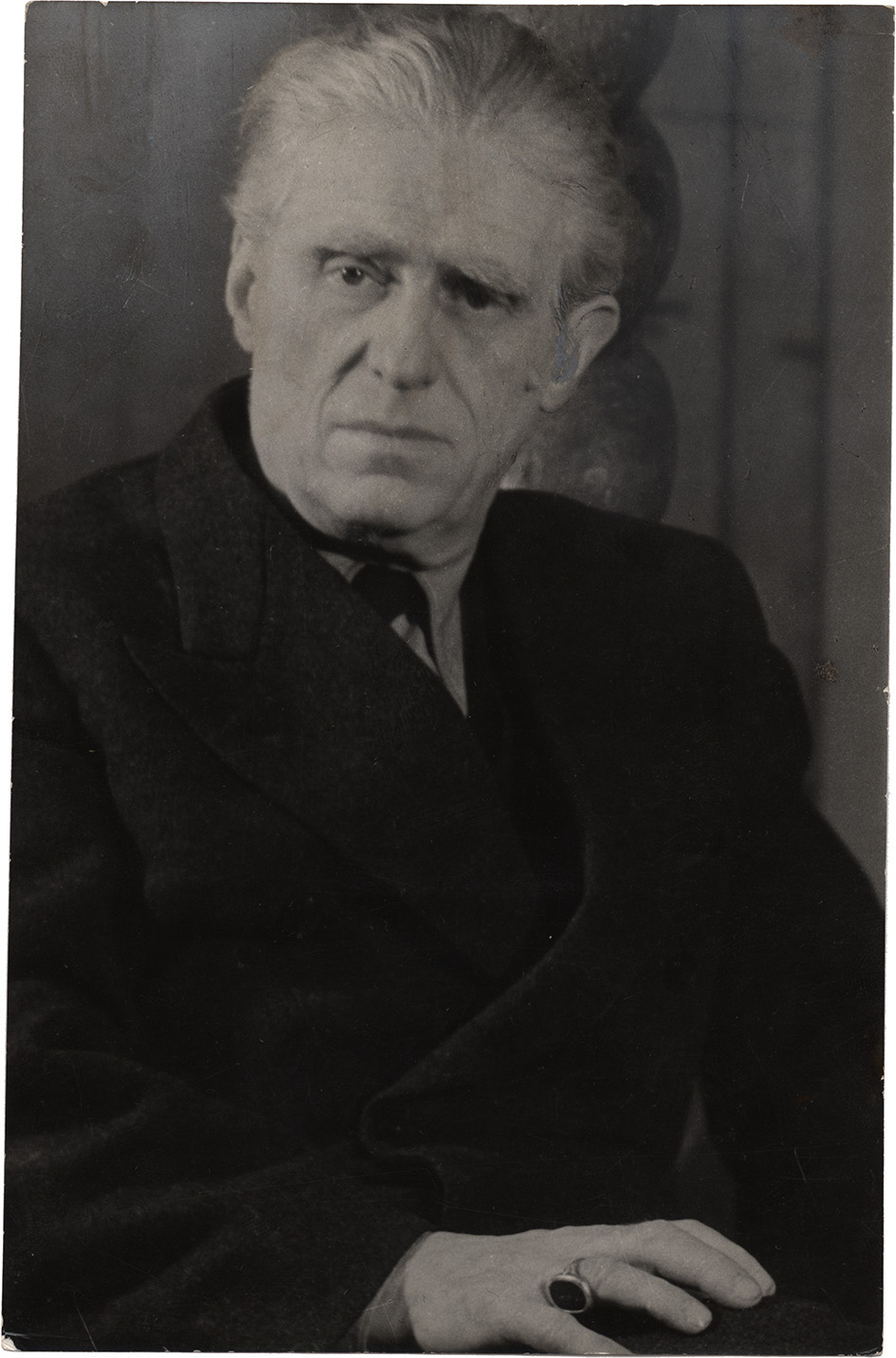
作曲の師ジャン・フランチェスコ・マリピエロ。

レーガーとの演奏会が大成功を収めると、マイナルディは各地から演奏依頼を受け取ったが、第一次世界大戦が開始したため断らざるをえなかった。例外的に、ハンブルクにて指揮者のジークムント・フォン・ハウゼッガーとシューマンのチェロ協奏曲を共演したり、フランスから楽譜が送られてきたドビュッシーのチェロ・ソナタをミラノで演奏することはあったが、4年ほどチェロから離れた。
その間、ジュゼッペ・ヴェルディ音楽院のジャコモ・オレフィーチェのもとで作曲を習得し、1917年に卒業した。また、ヴェネツィアでジャン・フランチェスコ・マリピエロにも作曲を学んだ。
戦争終了後の1923年には、ベッカーに再び師事するためにドイツへと戻り、1925年にはベルリンに居を構えた。この時期はマイナルディ曰く「自分の根源性、自発性というものが失われて、知性ではどうにもならない」「スランプの真っ最中」であった。

### 活動再開
その後、ドレスデン・フィルハーモニー管弦楽団のチェロ奏者や、ベルリン国立歌劇場の首席チェロ奏者を務め、レオ・ブレッヒやエーリヒ・クライバーの指揮のもとで演奏したが、その傍らでエドヴィン・フィッシャーやゲオルク・クーレンカンプ（クーレンカンプ亡き後はヴォルフガング・シュナイダーハン）とトリオを結成した。また、エルンスト・フォン・ドホナーニ、カルロ・ゼッキ、ヴィルヘルム・バックハウスとデュオ活動を行った。さらに、バロックや古典派の協奏曲では独奏部分を弾きながら指揮をすることもあった。
特にピアニストのアルパート・シャーンドルとオランダのハーグで行ったリサイタルはスランプ脱出の契機となった。マイナルディは「苦しかった数年のこと、スランプ、疑惑などすべては過去のものとなったのです」と語り、あがることなく演奏ができた。なお、少年期のマイナルディの演奏を聴いていた音楽評論家は「なんという奇跡だろう。神童が奇跡的な大人に成長したのだ」と評した。
マイナルディはルドルフ・フェッダーが設立した個人事務所に所属して活躍したが、この事務所には他にもクラウディオ・アラウ、エドウィン・フィッシャー、オイゲン・ヨッフム、パウル・ファン・ケンペン、クレメンス・クラウス、ゲオルク・クーレンカンプ、ウィレム・メンゲルベルク、アルトゥーロ・ベネデッティ・ミケランジェリ、エリー・ナイ、ハンス・スワロフスキー、ジョコンダ・デ・ヴィートらが所属した。なお、フェッダーは自分のアーティストたちがナチスに脅迫されることを防ぐため、党の幹部や外国公演の監視を務めるゲシュタポの有力者と繋がりを深めた。
また、第二次世界大戦後には、裁判中であった指揮者のヴィルヘルム・フルトヴェングラーに、エージェントを通じてローマのサンタ・チェチリア管弦楽団との仕事を斡旋した。その結果、裁判所の管轄範囲はイタリアには及んでいないとして、フルトヴェングラーは戦後初めての演奏会を指揮することができた。

### 長年の教育活動と晩年
1933年からベッカーの後を継いでベルリン音楽院のチェロ科教授になったが、翌年にはサンタ・チェチーリア国立アカデミアの教授に転出し、1969年まで務めた。また、ザルツブルクでマスタークラスを開きつつ、ザルツブルク音楽祭にも参加した。
1976年4月10日にミュンヘンで死去。

## 人物
「私は音楽に奉仕するという信念に、全人生を捧げてきたのであり、自分自身に人々の注目を集めるために、音楽を手段として使ったのではない」という言葉を残している。
また、1957年以来、グランチーノのチェロを愛用した。

## レパートリー
マイナルディは豊富なレパートリーを有していた。同時代の作曲家の紹介にも熱心で、イルデブランド・ピツェッティとジャン・フランチェスコ・マリピエロの、チェロとオーケストラのための作品を全曲初演している。また、クロード・ドビュッシー の『チェロ・ソナタ』のイタリア初演も行った。さらには、エルネスト・ブロッホ作曲の『シェロモ』をヨーロッパ各地で演奏して紹介した。
作曲家自身の指揮で演奏することもあり、ヒンデミットの『チェロ協奏曲』や、リヒャルト・シュトラウスの『ドン・キホーテ』でソリストを務めた。『ドン・キホーテ』については、作曲家自身の指揮で録音も遺している。
なお、マイナルディは「自分が感激しなかった曲は、けっして演奏することができなかった」と述べている。

## 教育活動

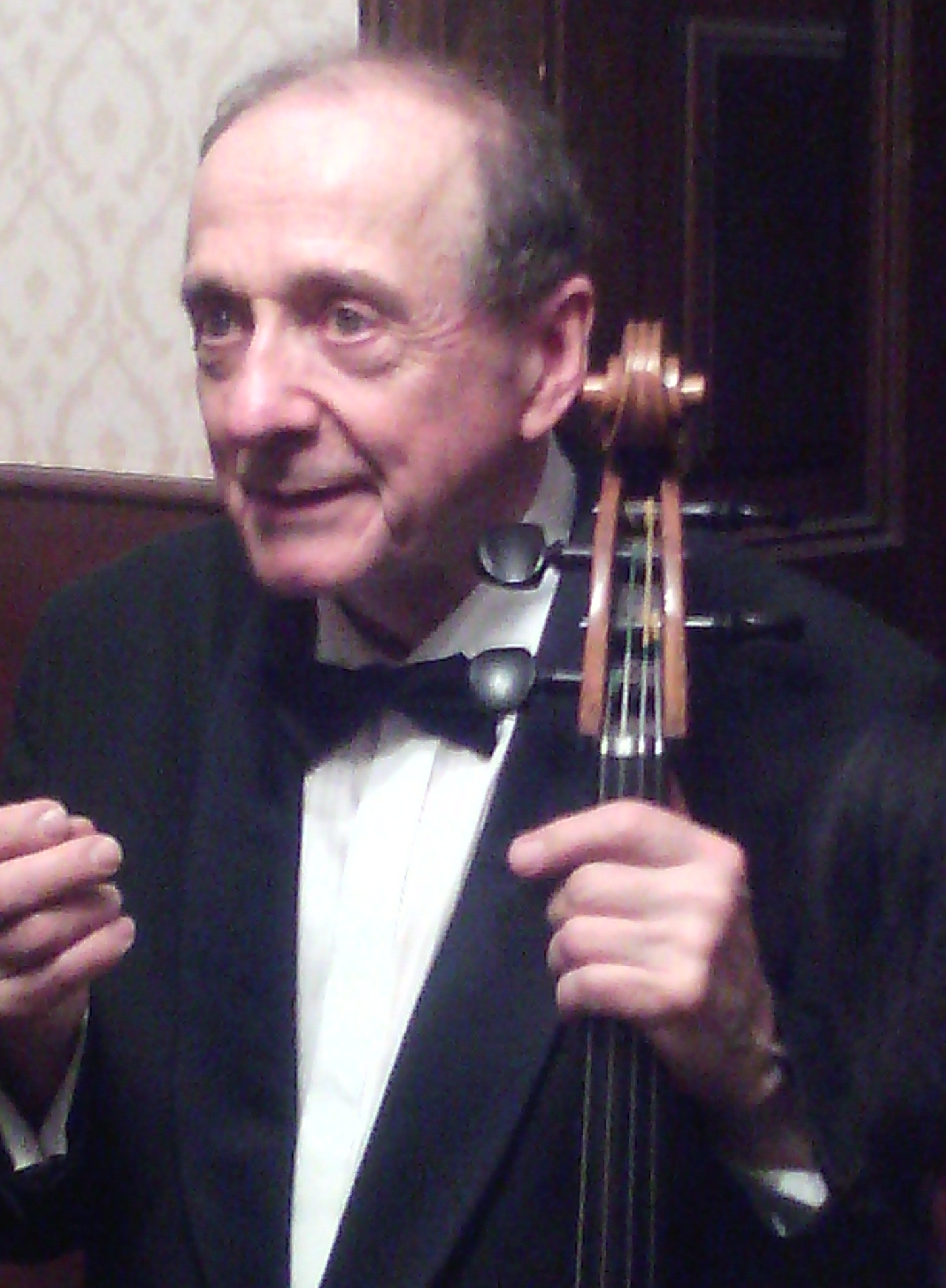
弟子の一人ミクローシュ・ペレーニ (2018年)

ベルリン音楽院、サンタ・チェチーリア国立アカデミアで教職についたほか、ザルツブルク、ルツェルン、エディンバラ、ハンブルク、ストックホルム、ヘルシンキの音楽学校で、チェロと室内楽のマスタークラスを開設した。また、バッハ、ベートーヴェン、ブラームス、ショパン、ピツェッティらのチェロおよび室内楽作品を専門とする国際的なマスタークラスやセミナーを開催した。
マイナルディは自分の型を弟子たちに押し付けることは控え、自分の指使いやボーイングを弟子に見せることにはあまり積極的ではなかった。その代わり、解釈との関連で指使いについて議論することを好み、弟子たちが自分にあった指使いを習得することを望んだ。また、チェロ・パートだけでなく全ての楽器の楽譜を把握していることを要求しており、度々自身でオーケストラパートをピアノで演奏した。さらに弟子たちには、演奏者は作曲家に仕える存在であり、個人的な成功よりも音楽の意味を伝えることに努めるべきだと説いた。
1957年10月には、パリで開催された第1回パブロ・カザルス国際コンクールにて、ピエール・フルニエ、ムスティスラフ・ロストロポーヴィチ、モーリス・アイゼンバーグ、ガスパール・カサド、ミロシュ・サドロ、ジョン・バルビローリらとともに審査員を務めた。なお、審査委員長はポール・パゼレールであり、パブロ・カザルスは審査員を辞退したものの、コンクールにおける演奏を全て聴いていた。
マイナルディの弟子にはジークフリート・パルム、ミクローシュ・ペレーニ、エッセン音楽学校で教鞭をとったミルコ・ドルナー、ハノーヴァー音楽学校のクラウス・シュトルク、ロンドン・ロイヤル・カレッジのジャン・ディックソン、ヘルシンキ ・シベリウス・アカデミーのエルッキ・ラウティオ、ストックホルム・王立アカデミーのグスタフ・グロアンダール、トリエステ三重奏団のアマデオ・バルドヴィーノ、イタリア弦楽三重奏団のジャチント・カラミアらがいる。また、弟子のイルムガルト・ポッペンの配偶者であるディートリヒ・フィッシャー＝ディースカウの才能を見抜き、友人のヴィルヘルム・フルトヴェングラーに紹介した。

## 作曲家として
マイナルディは作曲家として、多方面にわたる作品を残した。3曲のチェロ協奏曲、2台のチェロのための協奏曲、いくつかの弦楽四重奏曲、弦楽五重奏曲、ピアノ四重奏曲、ピアノ三重奏曲、ヴァイオリン・ソナタ、ヴィオラ・ソナタ、チェロ・ソナタ、歌曲などが挙げられる。
さらには、ゲオルク・クリストフ・ヴァーゲンザイル作曲の2曲のチェロ協奏曲を初演・編纂した。また、1941年にはヨハン・セバスティアン・バッハの『無伴奏チェロ組曲』の校訂版を出版した。このマイナルディ版では、その対位法的な構造について提言が示されているとともに低音部譜表が示されており、「視覚的な対位法解釈として興味深い」と評されている。
また、チューリヒ・トーンハレ管弦楽団でチェロ奏者を務めたユリウス・ベッキは、マイナルディが作曲したチェロのための練習曲について「チェロ技術の発展に大いに貢献している」と評している。